# Cretohexura coylei
Cretohexura
Genre
Espèce
Cretohexura coylei, unique représentant du genre Cretohexura, est une espèce fossile d'araignées mygalomorphes de la famille des Mecicobothriidae.

## Distribution
Cette espèce a été découverte en Transbaïkalie en Russie. Elle date du Crétacé.

## Description
Le mâle holotype mesure 7,0 mm.

## Étymologie
Cette espèce est nommée en l'honneur de Frederick A. Coyle.

## Publication originale
- Eskov & Zonstein, 1990 : « First Mesozoic mygalomorph spiders from the Lower Cretaceous of Siberia and Mongolia, with notes on the system and evolution of the infraorder Mygalomorphae (Chelicerata: Araneae). » Neues Jahrbuch fuer Geologie und Palaeontologie Abhandlungen, vol. 178, no 3, p. 325-368 (en).